# رادو
رادو (انگلیسی: Rado) برند ساعت‌سازی متعلق به گروه سواچ است، که در سال ۱۹۱۷ تحت نام شرکت شلوپ اند کو (انگلیسی: Schlup & Co) توسط برادران شلوپ (فریتس، ارنست و ورنر) در سوئیس تأسیس شد. فرم کنونی برند رادو نخستین بار در سال ۱۹۵۷ فعالیت خود را آغاز کرد. رادو در زبان اسپرانتو به معنی چرخ است.